# Андріївка (Обухівський район)
Андрі́ївка — село в Україні, у Миронівській міській громаді Обухівського району Київської області. Населення становить 92 особи.

## Географія
Село Андріївка розташоване за 75 км від обласного центру, 66 км від районного центру та 18 км від адміністративного центру міської громади. За 128 км знаходиться найближча залізнична станція Миронівка.
Вулиці
В Андріївці налічується 4 вулиці.
- Гризодубової Валентини
- Осипенко Поліни
- Постишева Павла
- Шевченка Тараса (колишня назва — Петровського Григорія)

## Населення
За даними всеукраїнського перепису населення 2001 року у селі мешкало 116 осіб, у 2023 році — 92 особи.
Мова
Розподіл населення за рідною мовою за даними перепису 2001 року був наступним:
| українська | 111 | 95,69 |
| російська  | 5   | 4,31  |

## Історія
Село засноване 1906 року. Першим у новому поселенні народився хлопчик Андрій, на його честь і було назване село.
В селі під час Голодомору 1932—1933 років померло близько 100 осіб. Вдалося встановити імена лише 18 померлих, з яких 6 дітей.
23 грудня 2018 року Центральненська сільська рада об'єднана з Миронівською міською громадою.
17 липня 2020 року, в результаті адміністративно-територіальної реформи та ліквідації Миронівського району, село увійшло до складу Обухівського району.